# ケソン・メモリアルサークル
ケソンメモリアルサークル（Quezon Memorial Circle）は、フィリピン共和国ケソン市ディリマン地区中心部にある公園。中央にはマニュエル・ケソンとその妻アウロラ・ケソンの廟がある。
計画都市であるケソンは、ここを中心に計画された。